# Pools curlingteam (vrouwen)
Het Poolse curlingteam vertegenwoordigt Polen in internationale curlingwedstrijden.

## Geschiedenis
Polen nam voor het eerst deel aan een internationaal toernooi tijdens het Europees kampioenschap van 2004, in de Bulgaarse hoofdstad Sofia. Tot grootse prestaties bleken de Polen tot op heden niet in staat. De dertiende plek, behaald in 2023 en 2024, was tot nu toe het hoogst haalbare eindresultaat. In de jaren 2021 en 2022 ontbrak Polen op het internationale curlingtoneel, nadat de Poolse Curlingassociatie tijdelijk werd geschorst vanwege een langdurend conflict met het Poolse ministerie van Sport.
Aan het wereldkampioenschap curling en aan de Olympische Winterspelen nam Polen nog nooit deel.

## Polen op het Europees kampioenschap
| Jaar | Plaats        | Skip          | WG            | W             | V             | PV            | PT            |
| ---- | ------------- | ------------- | ------------- | ------------- | ------------- | ------------- | ------------- |
| 1975 | Geen deelname | Geen deelname | Geen deelname | Geen deelname | Geen deelname | Geen deelname | Geen deelname |
| 1976 | Geen deelname | Geen deelname | Geen deelname | Geen deelname | Geen deelname | Geen deelname | Geen deelname |
| 1977 | Geen deelname | Geen deelname | Geen deelname | Geen deelname | Geen deelname | Geen deelname | Geen deelname |
| 1978 | Geen deelname | Geen deelname | Geen deelname | Geen deelname | Geen deelname | Geen deelname | Geen deelname |
| 1979 | Geen deelname | Geen deelname | Geen deelname | Geen deelname | Geen deelname | Geen deelname | Geen deelname |
| 1980 | Geen deelname | Geen deelname | Geen deelname | Geen deelname | Geen deelname | Geen deelname | Geen deelname |
| 1981 | Geen deelname | Geen deelname | Geen deelname | Geen deelname | Geen deelname | Geen deelname | Geen deelname |
| 1982 | Geen deelname | Geen deelname | Geen deelname | Geen deelname | Geen deelname | Geen deelname | Geen deelname |
| 1983 | Geen deelname | Geen deelname | Geen deelname | Geen deelname | Geen deelname | Geen deelname | Geen deelname |
| 1984 | Geen deelname | Geen deelname | Geen deelname | Geen deelname | Geen deelname | Geen deelname | Geen deelname |
| 1985 | Geen deelname | Geen deelname | Geen deelname | Geen deelname | Geen deelname | Geen deelname | Geen deelname |
| 1986 | Geen deelname | Geen deelname | Geen deelname | Geen deelname | Geen deelname | Geen deelname | Geen deelname |
| 1987 | Geen deelname | Geen deelname | Geen deelname | Geen deelname | Geen deelname | Geen deelname | Geen deelname |
| 1988 | Geen deelname | Geen deelname | Geen deelname | Geen deelname | Geen deelname | Geen deelname | Geen deelname |
| 1989 | Geen deelname | Geen deelname | Geen deelname | Geen deelname | Geen deelname | Geen deelname | Geen deelname |
| 1990 | Geen deelname | Geen deelname | Geen deelname | Geen deelname | Geen deelname | Geen deelname | Geen deelname |
| 1991 | Geen deelname | Geen deelname | Geen deelname | Geen deelname | Geen deelname | Geen deelname | Geen deelname |
| 1992 | Geen deelname | Geen deelname | Geen deelname | Geen deelname | Geen deelname | Geen deelname | Geen deelname |
| 1993 | Geen deelname | Geen deelname | Geen deelname | Geen deelname | Geen deelname | Geen deelname | Geen deelname |
| 1994 | Geen deelname | Geen deelname | Geen deelname | Geen deelname | Geen deelname | Geen deelname | Geen deelname |
| 1995 | Geen deelname | Geen deelname | Geen deelname | Geen deelname | Geen deelname | Geen deelname | Geen deelname |
| 1996 | Geen deelname | Geen deelname | Geen deelname | Geen deelname | Geen deelname | Geen deelname | Geen deelname |
| 1997 | Geen deelname | Geen deelname | Geen deelname | Geen deelname | Geen deelname | Geen deelname | Geen deelname |
| 1998 | Geen deelname | Geen deelname | Geen deelname | Geen deelname | Geen deelname | Geen deelname | Geen deelname |
| 1999 | Geen deelname | Geen deelname | Geen deelname | Geen deelname | Geen deelname | Geen deelname | Geen deelname |

| Jaar | Plaats        | Skip                 | WG            | W             | V             | PV            | PT            |
| ---- | ------------- | -------------------- | ------------- | ------------- | ------------- | ------------- | ------------- |
| 2000 | Geen deelname | Geen deelname        | Geen deelname | Geen deelname | Geen deelname | Geen deelname | Geen deelname |
| 2001 | Geen deelname | Geen deelname        | Geen deelname | Geen deelname | Geen deelname | Geen deelname | Geen deelname |
| 2002 | Geen deelname | Geen deelname        | Geen deelname | Geen deelname | Geen deelname | Geen deelname | Geen deelname |
| 2003 | Geen deelname | Geen deelname        | Geen deelname | Geen deelname | Geen deelname | Geen deelname | Geen deelname |
| 2004 | 17            | Krystyna Beniger     | 5             | 2             | 3             | 35            | 46            |
| 2005 | 21            | Krystyna Beniger     | 6             | 1             | 5             | 41            | 54            |
| 2006 | 15            | Marta Szeliga-Frynia | 5             | 3             | 2             | 47            | 31            |
| 2007 | 15            | Marta Szeliga-Frynia | 5             | 2             | 3             | 38            | 31            |
| 2008 | 14            | Marta Szeliga-Frynia | 7             | 4             | 3             | 41            | 30            |
| 2009 | 16            | Maria Kluś           | 5             | 3             | 2             | 26            | 20            |
| 2010 | Geen deelname | Geen deelname        | Geen deelname | Geen deelname | Geen deelname | Geen deelname | Geen deelname |
| 2011 | 14            | Elżbieta Ran         | 12            | 8             | 4             | 86            | 62            |
| 2012 | 16            | Elżbieta Ran         | 9             | 4             | 5             | 65            | 59            |
| 2013 | 18            | Elżbieta Ran         | 9             | 3             | 6             | 50            | 69            |
| 2014 | 18            | Marta Pluta          | 9             | 4             | 5             | 51            | 60            |
| 2015 | 16            | Marta Szeliga-Frynia | 9             | 5             | 4             | 54            | 54            |
| 2016 | 20            | Marta Pluta          | 9             | 0             | 9             | 45            | 67            |
| 2017 | 19            | Marta Szeliga-Frynia | 18            | 11            | 7             | 121           | 98            |
| 2018 | 17            | Marta Szeliga-Frynia | 17            | 11            | 6             | 112           | 93            |
| 2019 | 19            | Marta Pluta          | 9             | 2             | 7             | 64            | 73            |
| 2021 | Geen deelname | Geen deelname        | Geen deelname | Geen deelname | Geen deelname | Geen deelname | Geen deelname |
| 2022 | Geen deelname | Geen deelname        | Geen deelname | Geen deelname | Geen deelname | Geen deelname | Geen deelname |
| 2023 | 13            | Aneta Lipińska       | 22            | 18            | 4             | 184           | 98            |
| 2024 | 13            | Aneta Lipińska       | 11            | 7             | 4             | 85            | 59            |

Andorra · Australië · België · Brazilië · Bulgarije · Canada · China · Chinees Taipei · Denemarken · Duitsland · Engeland · Estland · Filipijnen · Finland · Frankrijk · Groot-Brittannië · Hongarije · Hongkong · Ierland · Italië · Jamaica · Japan · Kazachstan · Kenia · Kroatië · Letland · Litouwen · Luxemburg · Mexico · Nederland · Nieuw-Zeeland · Nigeria · Noorwegen · Oekraïne · Oostenrijk · Polen · Portugal · Qatar · Roemenië · Rusland · Schotland · Servië · Slovenië · Slowakije · Spanje · Thailand · Tsjechië · Tsjecho-Slowakije · Turkije · Verenigde Staten · Wales · Wit-Rusland · Zuid-Korea · Zweden · Zwitserland